# Gerard Seghers

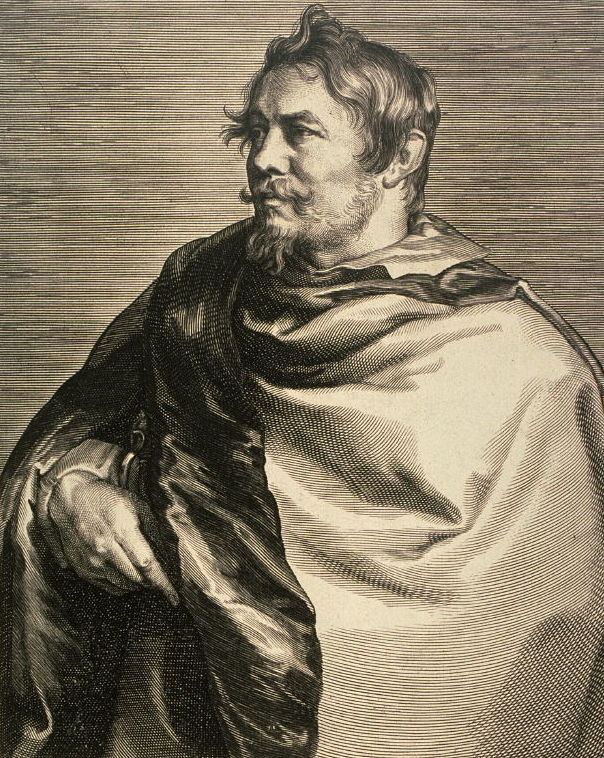
Porträt von Gerard Seghers, von Paulus Pontius nach Anthonis van Dyck

Gerard Seghers (Schreibvariante: Geerard Seghers; * 17. März 1591 in Antwerpen; † 18. März 1651 in Antwerpen) war ein flämischer Maler, Kunstsammler und Kunsthändler. Nach einer Studienzeit in Rom kehrte er nach Flandern zurück, wo er zu einem der führenden Anhänger Caravaggios wurde. In seiner späteren Karriere gab er den caravaggistischen Stil und die Genremotive auf, um ein wichtiger Maler großer Altarbilder für die örtlichen Kirchen zu werden.

## Leben und Wirken
Gerard Seghers war Sohn des Gastwirts Jan Seghers und seiner Frau Ida de Neve. Er war wahrscheinlich nicht mit dem jesuitischen Stilllebenmaler Daniel Seghers verwandt. Im Alter von 12 Jahren wurde er als Schüler bei der St.-Lukas-Gilde in Antwerpen eingeschrieben. Es ist nicht klar, wer sein Lehrer war. Möglicherweise wurde er bei Abraham Janssens, Hendrick van Balen oder Caspar de Crayer (dem Vater des berühmteren Gaspar de Crayer) ausgebildet.

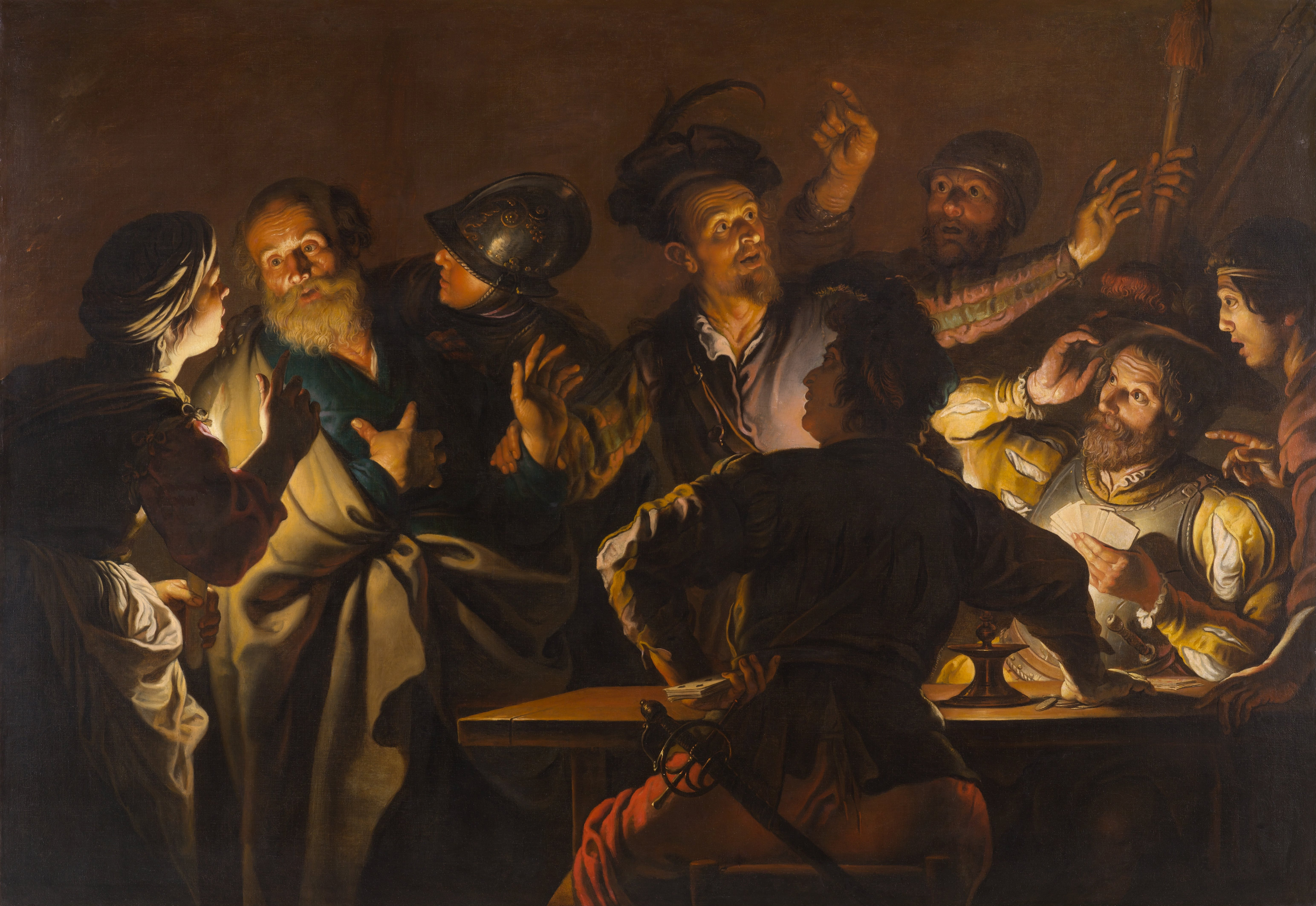
Die Leugnung von St. Peter

Nachdem er 1608/09 als Meister in die Lukasgilde von Antwerpen aufgenommen wurde, begab sich Seghers von 1611 bis 1621 auf eine Studienreise nach Italien und Spanien. Sein Interesse galt der Caravaggio-Schule. Er studierte die Werke Caravaggios, des 10 Jahre älteren Bartolomeo Manfredis und Gerrit van Honthorst in Rom. Danach hielt er sich längere Zeit in Spanien auf, bevor er im Herbst 1620 in seine Heimat zurückkehrte und seine Studien in seinen Werken einsetzte. Im folgenden Jahr assistierte er Rubens bei der Dekoration der Antwerpener Jesuitenkirche. 1621 heiratete Seghers Catharina Wouters (gest. 1656), die aus einer angesehenen Familie stammte. Das Paar hatte elf Kinder, von denen eines, Jan-Baptist Seghers (1624–1670), ebenfalls Maler wurde.

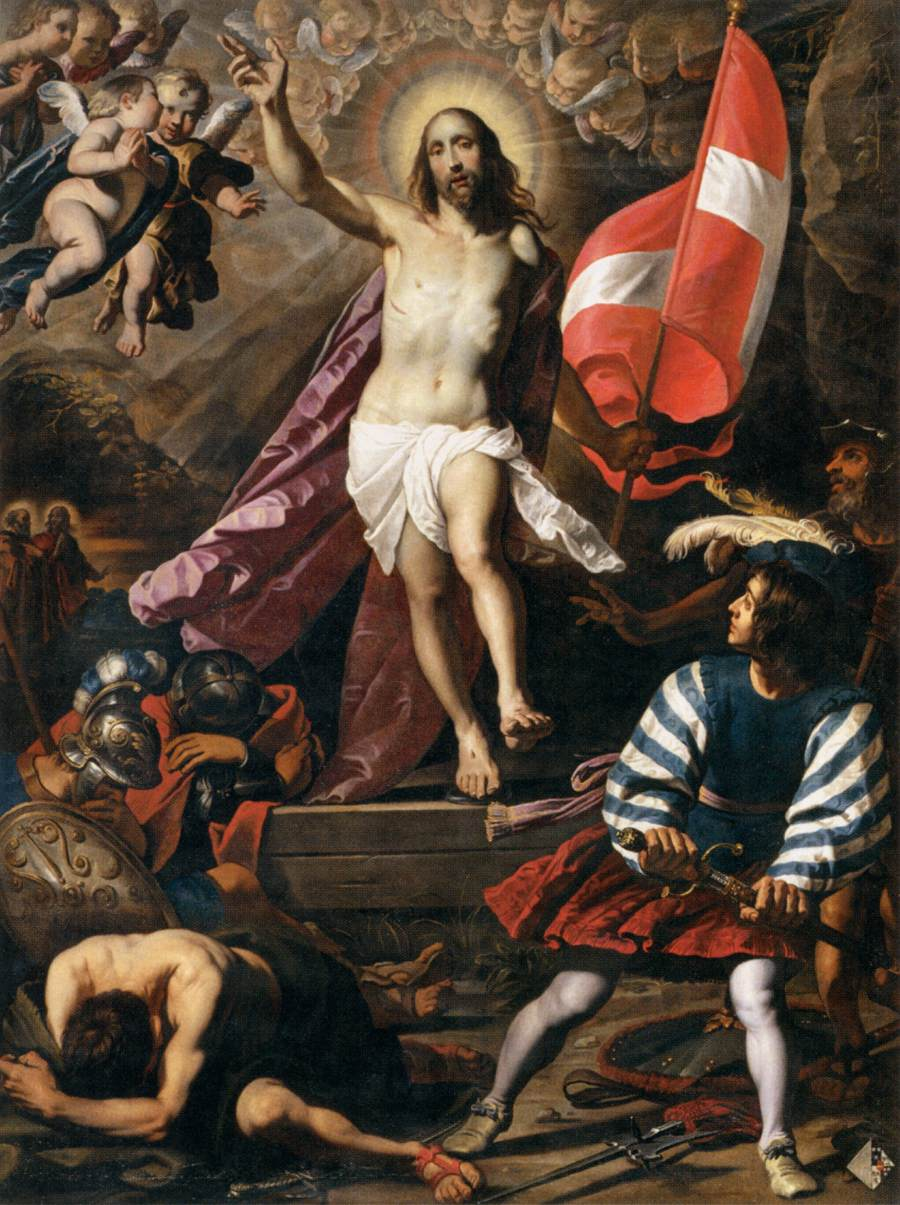
Die Auferstehung

In Antwerpen war Seghers als Maler und Kunsthändler erfolgreich und konnte sich ein Haus an der mondänen Meir Straße leisten. Viele Mönchsorden, darunter die Jesuiten, gaben bei ihm Altarbilder in Auftrag. Er war bei den Stadtbehörden sowohl von Antwerpen als auch von Gent als einer der vielen Künstler angestellt, die an den festlichen Dekorationen für den freudigen Einzug von Ferdinand von Spanien, dem neuen Gouverneur der südlichen Niederlande, im Jahre 1635 arbeiteten. Seghers’ Beitrag zu den Genter Dekorationen basierte auf einem Entwurf von Rubens. Seghers wurde am 25. Juni 1637 zum Hofmaler von Ferdinand von Spanien ernannt. Es ist möglich, dass er in den 1640er Jahren einige Zeit in Amsterdam verbrachte. Seghers’ Werk fand im Ausland, insbesondere in Spanien, einen erfolgreichen Markt dank der starken politischen Verbindungen zwischen Spanien und Flandern sowie Seghers’ persönlichen Verbindungen zu wichtigen spanischen Persönlichkeiten wie Kardinal Antonio Zapata y Cisneros, die Seghers während seines Aufenthalts in Rom kennen gelernt hatte.

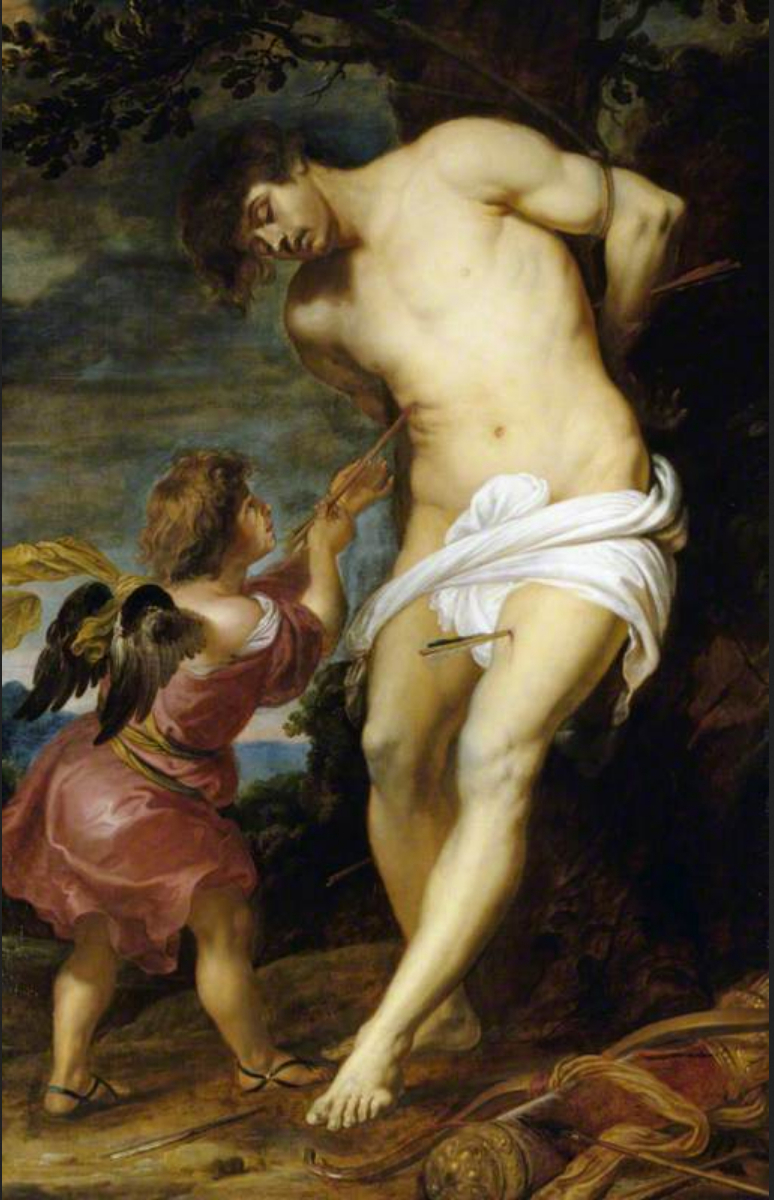
Sankt Sebastian von einem Engel getröstet

Seghers diente 1645 als Dekan der Antwerpener Lukasgilde. Seit seiner Rückkehr nach Antwerpen im Jahr 1620 war Seghers Mitglied der Rhetorikkammer namens Violieren. Außerdem trat er der Confrérie van Romanisten bei. Die Confrérie war eine Gesellschaft von Persönlichkeiten und Künstlern, die vom 16. bis 18. Jahrhundert in Antwerpen aktiv war. Eine Bedingung für die Mitgliedschaft war, dass das Mitglied Rom besucht hatte. Die Vielfalt und die hohen Positionen, die die Mitglieder der Confrérie innehatten, boten ihm eine gute Gelegenheit, sich mit potenziellen Mäzenen zu treffen. Im Jahre 1637 wählte die Confrérie Seghers zu ihrem Dekan. Als er 1651 in Antwerpen starb, war Seghers ein wohlhabender Mann, der ein komfortables Haus und eine umfangreiche Kunstsammlung besaß.
Er hatte viele Schüler, darunter seinen Sohn Jan Baptist Seghers, Peter Franchoys, Frans Lucas Peters (I), Pieter Verbeeck (II) und Thomas Willeboirts.

## Werke
Seghers ist vor allem für seine monumentalen Genrebilder und großen religiösen und allegorischen Werke bekannt. Er schuf viele Altarbilder für Kirchen in den südlichen Niederlanden. Die meisten seiner Werke sind in einem charakteristischen Querformat ausgeführt.

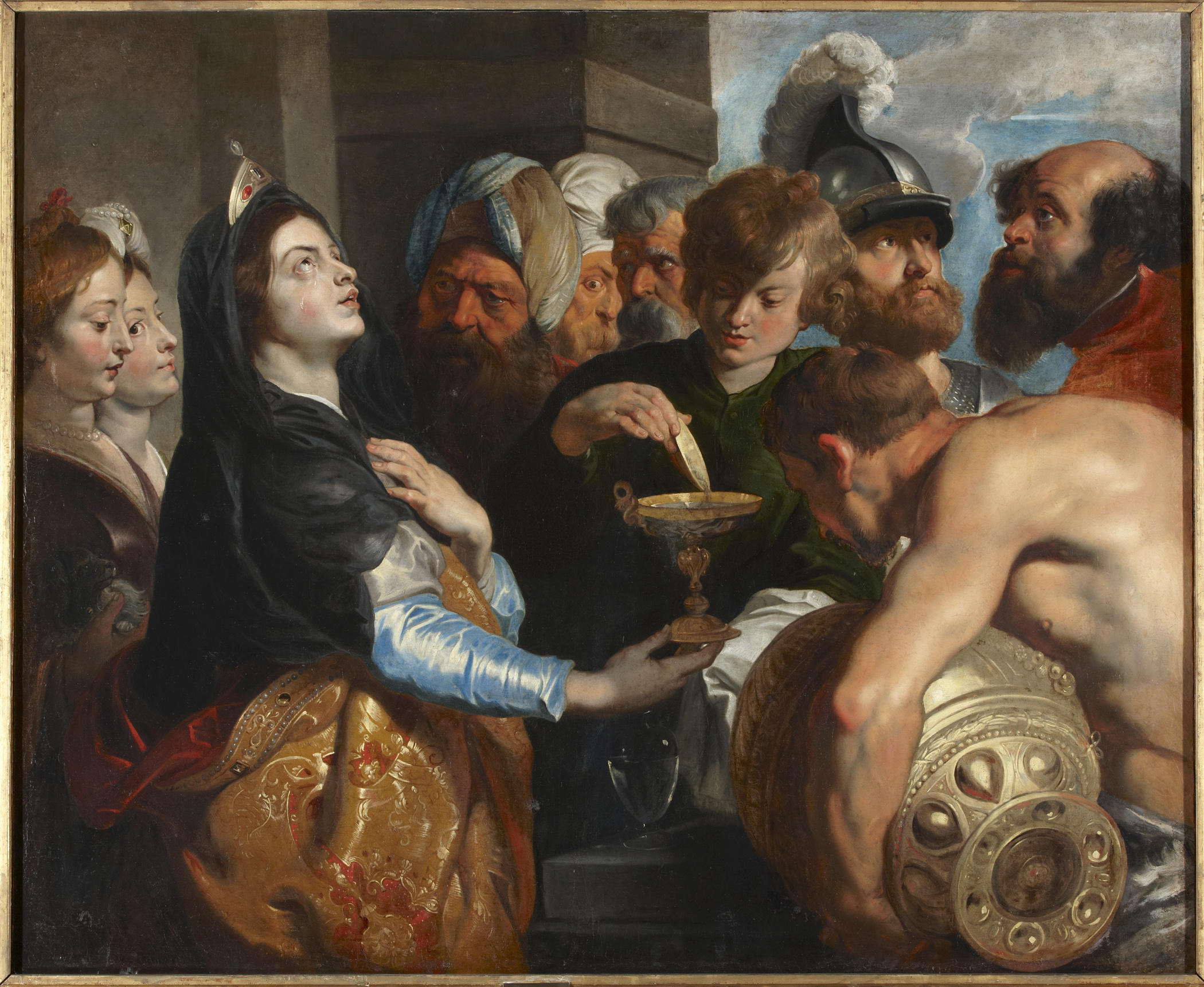
Artemisia bereitet sich darauf vor, die Asche von Maussolos zu trinken

Stilistisch und thematisch war Seghers zunächst stark beeinflusst von Caravaggio und insbesondere von Bartolomeo Manfredi, einem Anhänger Caravaggios, der sich für eine idealisierte Form des Caravaggismus einsetzte. Der Caravaggismus, sowohl in der Historienmalerei als auch in der monumentalen Genremalerei, prägte Seghers’ Werk auch nach seiner Rückkehr nach Antwerpen. Im Gegensatz zu Caravaggio bevorzugte Seghers eine idealisiertere Behandlung seiner Sujets. Der Einfluss der Caravaggisti zeigt sich in seinem Rückgriff auf Helldunkel, Nahaufnahmen und einen übertriebenen Ausdruck für dramatische Wirkung. Er verwendete oft Figuren, die die Lichtquelle (oft Kerzenlicht) verdecken, um die dramatische Wirkung zu verstärken. Ein Werk aus seiner frühen Periode ist die Judith mit dem Haupt des Holofernes in der Galleria Nazionale d’Arte Antica, Rom, sowie Die Verleugnung des Heiligen Petrus im North Carolina Museum of Art. Bevorzugte Themen waren Szenen des Musizierens und Kartenspiels.

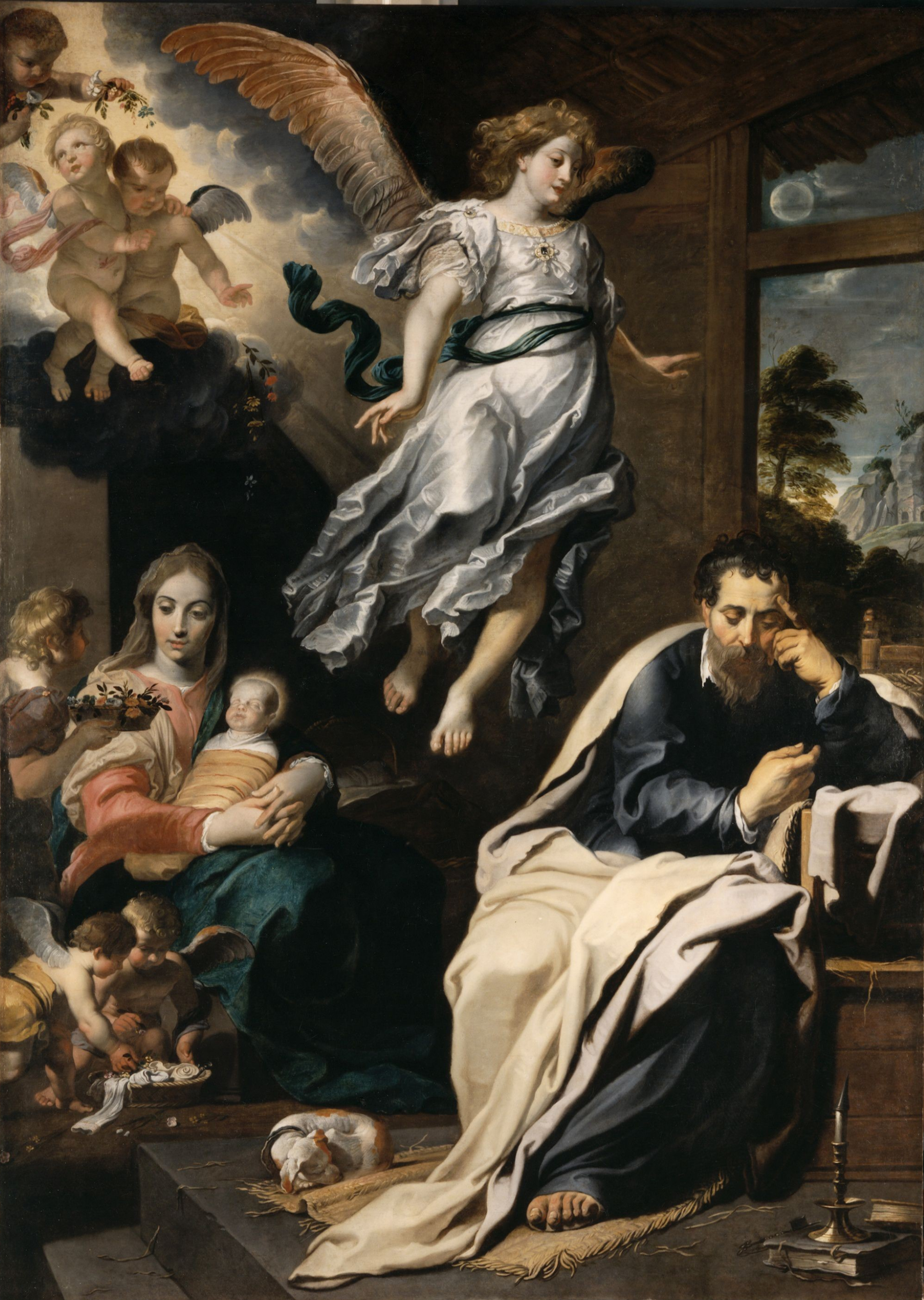
Der Traum des Heiligen Josef

Nach 1630 wurde seine Palette erheblich aufgehellt und der dunkle Hintergrund durch architektonische Motive, Wolken und Landschaftselemente ersetzt. Die realistischen Gesichtsausdrücke wurden klassizistischer und er verwendete mehr Farbvariationen. Diese Veränderungen spiegelten den Einfluss von Peter Paul Rubens wider, mit dem Seghers in den 1630er Jahren eng zusammenarbeitete. Dieser Einfluss ging sogar so weit, dass er in seinem Gemälde Die Anbetung der Könige (1630, Liebfrauenkirche, Brügge) die Komposition von Rubens für seine Behandlung desselben Themas übernahm. Mit diesem Stil erzielte er seinen größten Erfolg in seiner Karriere. Seine wichtigsten und charakteristischsten Werke entstanden zwischen 1630 und 1640. Danach wechselte er zu einem anmutigeren und eleganteren, aber auch weniger monumentalen Stil. Seine Farben wurden schwächer und die Draperien linearer.

## Orte seiner Werke
- Amsterdam: Museum
- Antwerpen: St. Andreas, St. Antonius, St. Karl Borromäus, St. Jakob, Königliches Museum, Plantin-Moretus-Museum
- Berlin: Deutsches Historisches Museum – Zeughaus, Mars und Venus, Schloss Grunewald
- Besançon: Museum
- Böhmen: Schloss Raudnitz
- Brügge: Liebfrauenkirche, Nazareth-Kloster
- Dünkirchen: St. Elegius
- Gent: St. Bavo, St. Michael, St. Nikolaus, St. Peter
- Köln: St. Mariä Himmelfahrt, Museum
- Kopenhagen: Vorrat
- Laxenburg: Pfarrkirche Laxenburg[11]
- Lille: Museum
- Löwen: St. Peter
- Lüttich: St.-Pauls-Kathedrale
- Madrid: Museum
- Marseille: Museum
- Paris: Museum
- Rom: Galeria Corsini
- Solothurn: Kapuzinerkirche
- Tournai: Museum
- Wien: Museum